# 쿠틀루무시우 수도원

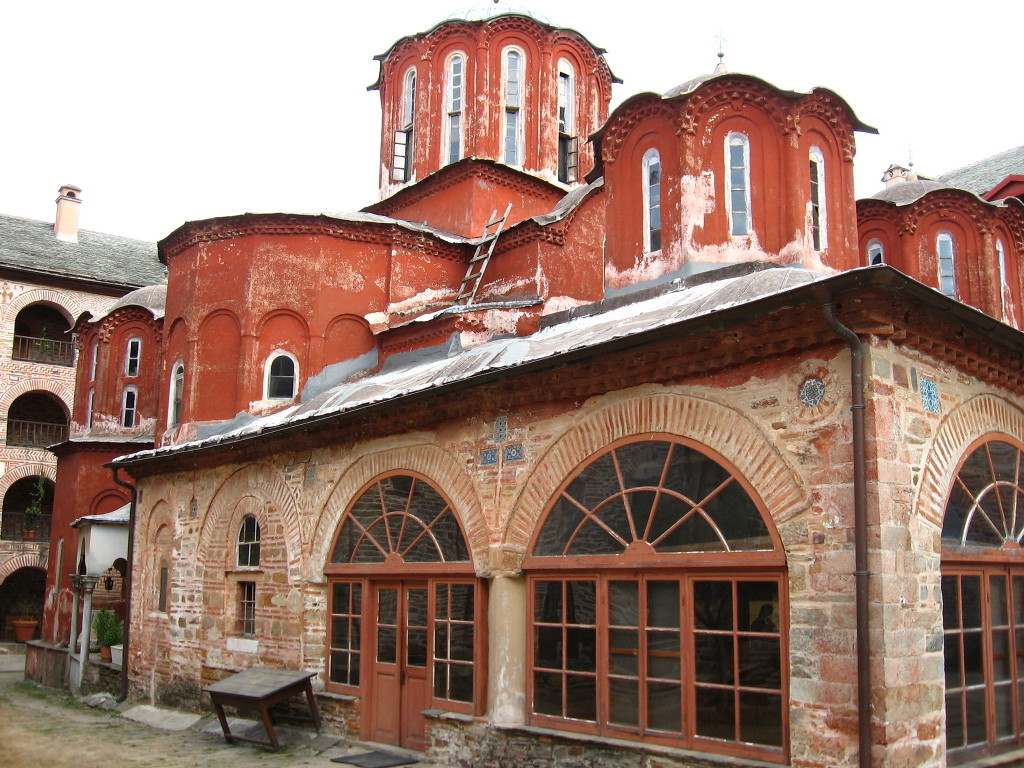
수도원의 성당

쿠틀루무시우 수도원(그리스어: Μονή Κουτλουμουσίου)은 그리스 아토스산 수도원 주에 있는 동방정교회 수도원이다. 이 수도원은 아토니테 수도원들의 서열 체계의 여섯 번째로, 과거 왈라키아에서 온 보이보데스 니콜라에 알렉산드루와 블라디슬라브 블라이쿠의 도움으로 건축되었다. 보물들 중에는 성십자가의 알려진 가장 큰 유물이 있으며, 도서관에는 662권의 필사본들과 거의 3,500권에 해당하는 인쇄된 책들이 있다. 현재 총 20명이 거주한다.

## 갤러리

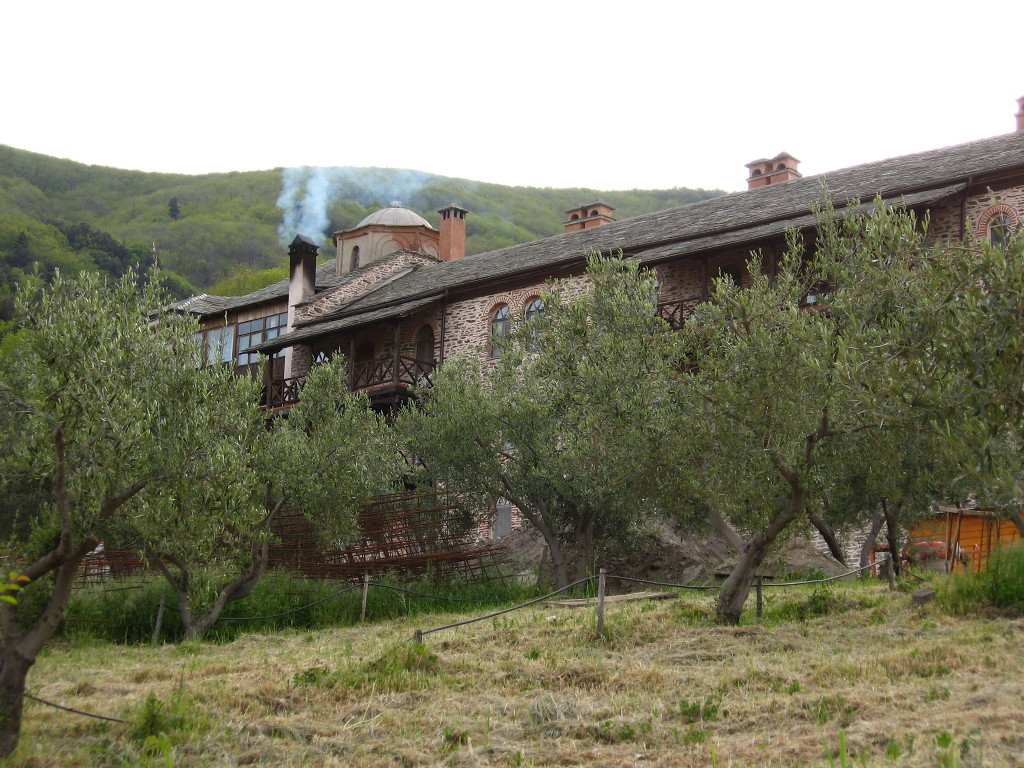
수도원 근처에 있는 올리브 나무
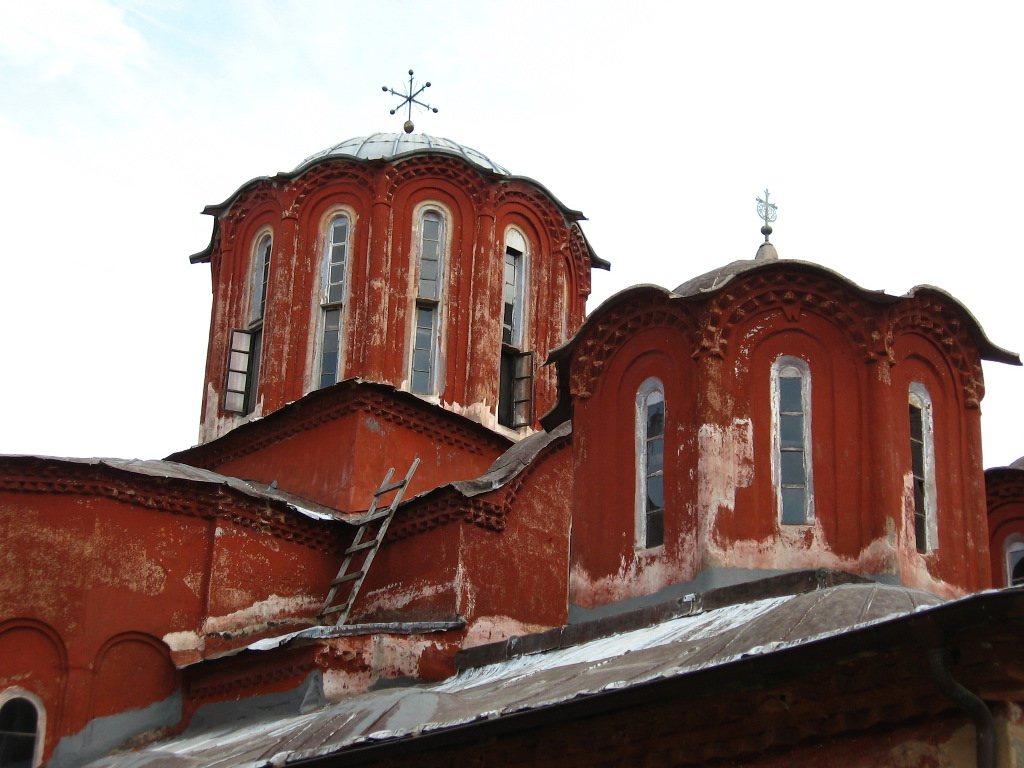
성당의 돔
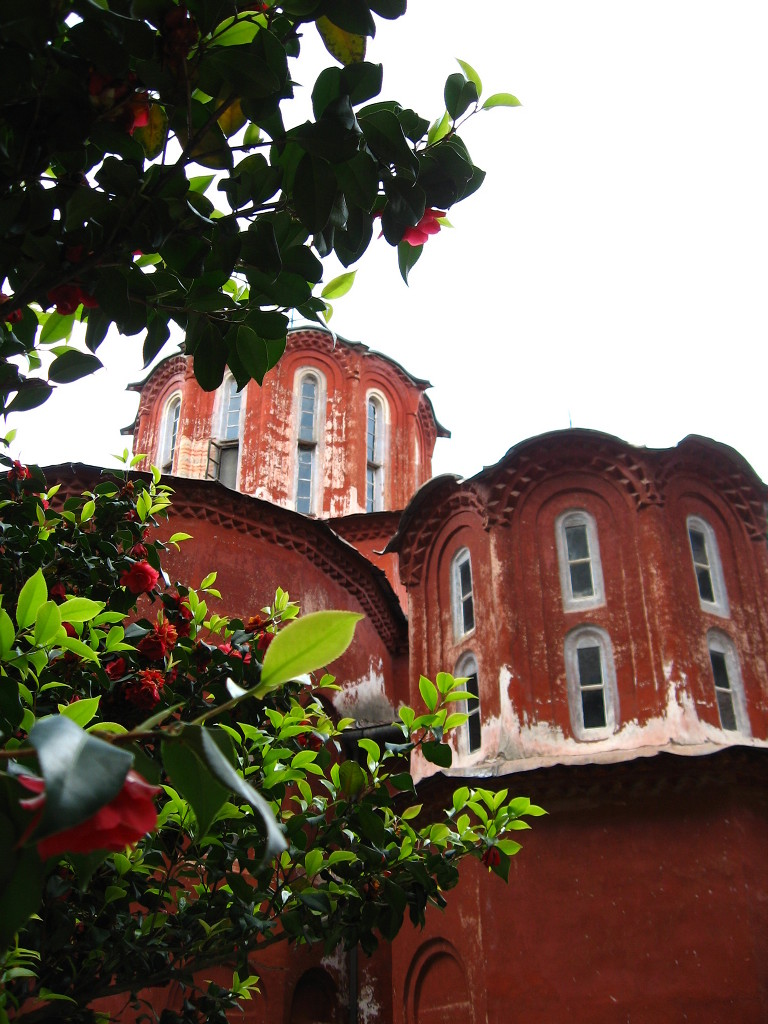
성당의 전경
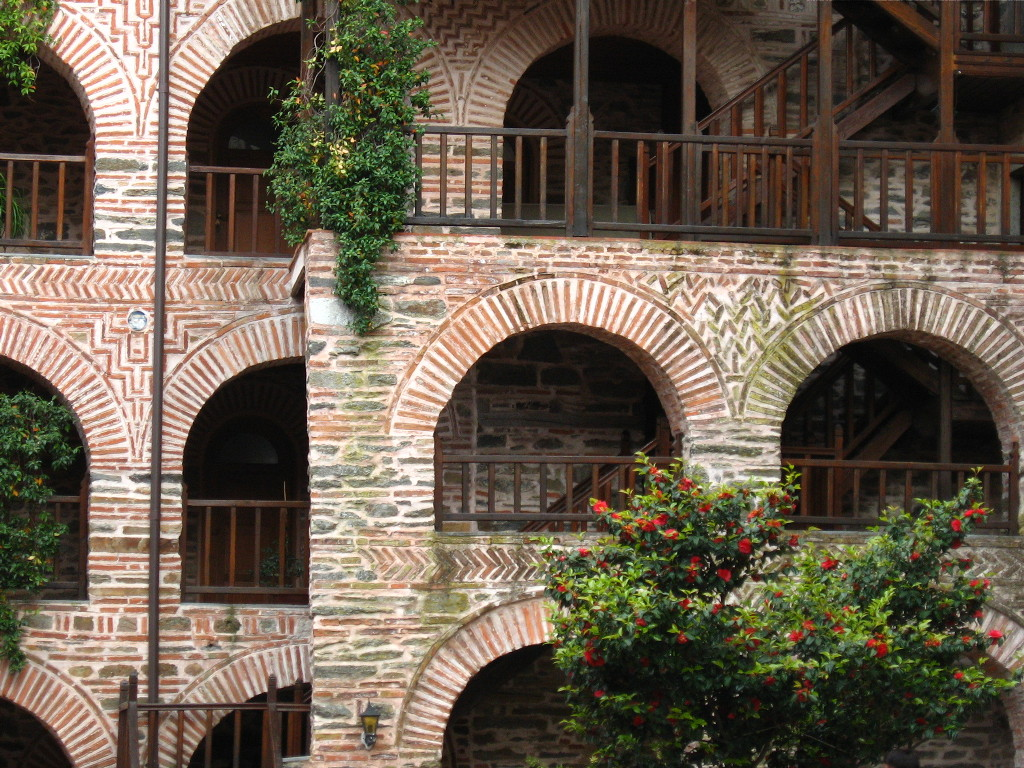
안마당의 전경